# いすみ農業協同組合
いすみ農業協同組合（いすみのうぎょうきょうどうくみあい）は、千葉県いすみ市（旧夷隅町）に本所を置く農業協同組合。通称は「いすみ農協」、愛称は「JAいすみ」。
基幹作物は県内でもトップクラスの良食味米である米（通称「いすみ米）が有名

## 管轄区域
- 千葉県
  - いすみ市
  - 勝浦市
  - 夷隅郡
    - 大多喜町
    - 御宿町

## 店舗
- 本所 （いすみ市国府台1515-1）

- 勝浦支所 （勝浦市大楠1581）
- 大多喜支所 （夷隅郡大多喜町横山3055-2）
- 西畑支所 （夷隅郡大多喜町湯倉147-4）
- 大原支所 （いすみ市深堀751）
- 東支所 （いすみ市佐室363-1）
- 御宿支所 （夷隅郡御宿町久保2486-1）
- 夷隅支所 （いすみ市国府台1515-1）
- 岬支所 （いすみ市岬町椎木996-1）
- 中根支所 （いすみ市岬町中滝986-1）

- 勝浦地区購買店舗 （勝浦市植野489-1）
- 大多喜地区購買店舗 （夷隅郡大多喜町黒原192）
- 大原御宿地区購買店舗 （いすみ市佐室363-1）
- 夷隅地区購買店舗 （いすみ市能実295）
- 岬地区購買店舗 （いすみ市岬町椎木300-1）

- グリーンスパいすみ【大原農産物直売所】 （いすみ市若山411）

- 第一農機整備工場（勝浦市大楠1564-1）
- 第二農機整備工場（いすみ市能実37-1）

- 勝浦給油所（ジャスポート勝浦〈セルフ〉）
- 千町給油所（ジャスポート千町〈セルフ〉）
- 中川給油所（配送基地）
- 中根給油所（ジャスポート中根〈セルフ〉）

- 黒原ガス事業所（大多喜町黒原192）
- 自動車センター（いすみ市岬町中滝948-4）
- 福祉センター（いすみ市能実295）

## 関連会社
- 株式会社ジェイエイいすみサービス
  - 葬祭事業：セレモニーセンター

　　　　  　　大多喜斎場
　　　　　　　なみはなホール
　　　　　　　いすみ斎場
- 旅行事業：旅行センター